# Ярошенко, Александр Ильич
Александр Ильич Ярошенко — советский хозяйственный, государственный и политический деятель.

## Биография
Родился 12 апреля 1912 года в семье рабочего на станции Гришино Бахмутского уезда Екатеринославской губернии. В 1927 году окончил школу.
С 1928 года — на хозяйственной, общественной и политической работе. С 1928 по 1932 год работал на строительстве Днепровской ГЭС (Днепрострой) — электромонтёром, слесарем, токарем. Одновременно, без отрыва от производства, окончил Запорожский авиационный техникум. С 1932 по 1934 год работал на заводе № 202 «Сибмашстрой» в Новосибирске техником-конструктором, мастером, старшим мастером. Одновременно заочно, с 1932 по 1936 год, учился в Уральском политехническом институте. С 1934 по 1935 год служил в РККА. С 1935 по 1953 годы работал на заводе № 202 имени Чкалова на различных должностях: технолог, начальник техбюро цеха, заместитель начальника производства, начальник производства, парторг на заводе.
С 1953 по 1970 год работал директором Горьковского авиационного завода имени С.Орджоникидзе. Работа А. И. Ярошенко на заводе совпала с периодом развития реактивной авиации. Успешно была проведена подготовка серийного производства дозвукового самолёта МиГ-17, а также сверхзвуковых самолётов МиГ-19, МиГ-21.Подготовка производства сварных самолетов МиГ-25 потребовала от руководителей завода А. И. Ярошенко и Талгата Фатыховича Сейфи проведения технической революции на заводе, освоения новых видов сборки-сварки, новых технологических процессов, организации новых производств. При непосредственном участии Александра Ильича на заводе были внедрены прогрессивные, научно-обоснованные системы ППОРМ (планово-предупредительное обеспечение рабочих мест) и КАНАРСПИ (КАчество-НАдёжность-Ресурс С Первого Изделия). А. И. Ярошенко и Т. Ф. Сейфи были инициаторами строительства информационно-вычислительного центра.
В 1960 году завод получил заказ Министерства связи на создание в кооперации с другими предприятиями системы «Орбита», предназначенной для устойчивой теле- и радиосвязи по всей территории станы от Сахалина до Мурманска. За организацию работы по созданию станции «Орбита» в 1968 году А. И. Ярошенко присуждена Государственная премия СССР.
За время его работы на заводе были введены в строй новые производственные корпуса, построен благоустроенный микрорайон в заводском поселке, много детских учреждений, Дворец спорта, пансионат.
Член ВКП(б) — КПСС с 1939 года Делегат XIX, XXII, XXIII съезда КПСС.
Умер в Горьком 29 ноября 1970 года. Похоронен на кладбище «Марьина Роща».

## Награды
- Три ордена Ленина
- Орден Трудового Красного Знамени
- медали
- Лауреат Государственной премии СССР (1968) — за создание и внедрение приёмной телевизионной системы «Орбита»

## Память
В 1971 году улица Новопарковая переименована в улицу Ярошенко (Московский район города Нижнего Новгорода).